# Benjamin Vogt
Paul Benjamin Vogt (født 16. maj 1863 i Kristiansand, død 1. januar 1947 i Oslo) var en norsk politiker og diplomat, søn af statsråd Nils Vogt, bror til publicisten Nils Vogt.
Efter at have taget juridisk eksamen 1885 var han (1886—april 1892) redaktør af Christianssands Tidende, derefter (1892—97) sekretær i det konservative centralstyre i Kristiania, og i årene 1898 og 1899 politisk redaktør af Morgenbladet. Han var i hele denne tid meget virksom som politisk forfatter i dagspressen og som taler ved politiske møder.
Efter nogle års praksis som overretssagfører i Kristiania udnævntes han oktober 1903 til statsråd
(Ministeriet Hagerup-Ibsen) og var i det følgende år medlem af statsrådafdelingen i Stockholm, derefter chef for Handelsdepartementet og Revisionsdepartementet, indtil han fratrådte marts 1905.
Han var en af Norges delegerede ved Karlstad-forhandlingerne i september samme år. 1906 udnævntes han til Norges gesandt i Stockholm, var 1907—09 medlem af den norsk-svenske renbejtekommission og forflyttedes til London fra 7. maj 1910, hvor han forblev til 1934.